# Бектаев, Айбек Бектаевич
Айбек Бектаевич Бектаев (12 мая 1927, Алма-Ата, Казахская АССР — 2 августа 1994, Алма-Ата, Республика Казахстан) — советский и казахстанский музыкант, исполнитель на ударных музыкальных инструментах, доцент Алма-Атинской консерватории имени Курмангазы. Считается одним из основоположников школы игры на классических ударных инструментах в Республике Казахстан.

## Биография
Родился 12 мая 1927 года в городе Алма-Ата.
В 1945 году окончил Одесскую военно-музыкальную школу, которая на годы Великой Отечественной войны была эвакуирована в Ташкент.
В 1945—1948 гг. по окончании школы был направлен на прохождение военной службы в Отдельный образцово-показательный оркестр Военно-Морских Сил СССР (г. Москва).
В 1948—1952 гг. проходил военную службу в войсковой части N 52605.
В 1952 году после увольнения в запас приехал в Алма-Ату и поступил в консерваторию на первый курс оркестрового факультета в класс ударных инструментов. А также стал артистом симфонического оркестра ГАТОБ имени Абая.
После окончания консерватории в 1958 году, Айбека Бектаевича пригласили в качестве преподавателя в класс ударных инструментов.
Также Айбек Бектаевич являлся педагогом в музыкальной школе имени Ахмета Жубанова. Преподавал в РССМШИ им. К.Байсейтовой
В 1970 году было присвоено звание «Отличник народного просвещения».
Умер 2 августа 1994 года в Алма-Ате.

## Ученики
- Утеуов Мухтар
- Шотанбаев Бейбут
- Байжигитов Ренат
- Ультараков Болат
- Бектаев Кузембай
- Хасенов Пернибек
- Афанасьев Владимир
- Сагынбеков Бекбай
- Шевченко Юрий
- Парпибаев Артур
- Аманов Кайрат
- Байгубесов Кайрат
- Литвинов Алексей
- Ажгулов Нуриддин
- Утеуов Алик
- Сеидмухаммед Канапьянов
- Хамитов Арман
- Асанов Наиль
- Асанов Фарид
- Ахмеджанов Марат